# Интерпарламентарна унија
Интерпарламентарна унија (енгл. Inter-Parliamentary Union (IPU); фр. Union Interparlementaire (UIP)) је најстарија међународна парламентарна организација (основана 1889); представља највећи форум парламентараца у којем се води дијалог о миру и сарадњи међу народима; негује и унапређује концепт представничке демократије, успостављање контаката, сарадњу и размену искустава међу парламентима и парламентарцима; разматра питања од међународног значаја, одбрану и промоцију људских права. Пленарна заседања се одржавају два пута годишње, пролећно заседање у једној од чланица и јесење у Женеви, током којих се одржавају састанци радних тела. Србија је пуноправни члан од 1891. године.
Организација је основана 1889. године као Интерпарламентарни конгрес. Његови оснивачи су били државници Фредерик Паси из Француске и Вилијам Рендал Кремер из Уједињеног Краљевства, који су настојали да створе први стални форум за политичке мултилатералне преговоре. У почетку је чланство у IPU било резервисано за поједине парламентарце, али се од тада трансформисало и укључивало законодавна тела суверених држава. Од 2020. године, национални парламенти 179 земаља су чланови IPU, док су 13 регионалних парламентарних скупштина придружени чланови.

## IPU и Уједињене Нације
IPU је 1995. године обележила 50. годишњицу Уједињених нација одржавањем посебне седнице у сали Генералне скупштине пре почетка заседања, на којој је планирана ближа сарадња са Уједињеним нацијама. Резолуцијом Генералне скупштине која је донета током те седнице, од генералног секретара се захтева да то спроведе у дело. Споразум је потписан између IPU и генералног секретара 24. јула 1996. године, а затим је ратификован Резолуцијом Генералне скупштине, у којој Уједињене Нације признају IPU као светску организацију парламената. У складу са овом резолуцијом, генерални секретар је поднео извештај који је са уважавањем примила на увид Генерална скупштина, која је затражила даље јачање сарадње и још један извештај. Овај извештај детаљно описује мере које су предузете, укључујући отварање канцеларије за везу у Њујорку и сарадњу по питањима као што су нагазне мине и унапређење представничке демократије. После читавог јутра дебате Генерална скупштина је донела резолуцију у којој је наведено да се „радује наставку блиске сарадње“.
Следеће године (1999) генерални секретар је известио о повећаном броју области сарадње, о овом питању се расправљало цело поподне (прекинуто минутом ћутања одржаном у знак почасти Вазгену Саргсјану, премијеру Јерменије кога су управо у то време убили наоружани људи), и донео резолуцију којом се тражи да се IPU дозволи да се директно обрати Миленијумској Генералној скупштини.
Након другог извештаја, и још једне полудневне дебате, Генерална скупштина је поздравила декларацију IPU под насловом „Парламентарна визија за међународну сарадњу у зору трећег миленијума“ и позвала генералног секретара да истражи нове и даље начине на које би се тај однос могао ојачати.
Дана 19. новембра 2002. IPU је добио статус посматрача у Генералној скупштини.
У Резолуцији 59/19, Сарадња између Уједињених нација и Интерпарламентарне уније, Генерална скупштина УН констатује препоруке у вези са систематичнијим ангажовањем парламентараца у раду Уједињених нација.
Коначна декларација Друге светске конференције председника парламената, која је одржана у седишту Уједињених нација, одржана је у септембру 2005. године, под насловом Премошћивање демократског јаза у међународним односима: јача улога парламента.
У Резолуцији коју је усвојила Генерална скупштина УН, 61/6, Сарадња између Уједињених нација и Интерпарламентарне уније, 27. новембра 2006, позива се на даљи развој годишњег парламентарног саслушања у Уједињеним нацијама и другим специјализованим парламентарним састанцима у контексту већих састанака Уједињених нација као заједнички догађаји Уједињених нација-Интерпарламентарне уније.
Сваке године током јесењег заседања Генералне скупштине IPU организује парламентарно саслушање. Резолуција о сарадњи између Уједињених нација и IPU омогућила је циркулацију званичних докумената IPU у Генералној скупштини.
УН и IPU блиско сарађују у различитим областима, посебно у миру и безбедности, економском и социјалном развоју, међународном праву, људским правима, демократији и родним питањима, али IPU није добио статус помоћног органа Генералне скупштине УН.

### Четврта Светска конференција председника парламената
Четврта светска конференција поводом 70. годишњице УН коју је Бан Ки-Мун означио као „УН70“ организована је у септембру 2015. на коју су позвани председници свих парламената чланица IPU (Интерпарламентарне уније) и парламената који нису чланови из целог света. Тема је била мир, демократија и развој.

### Извештаји, резолуције и споразуми Уједињених нација
- Резолуција Уједињених нација: Сарадња између Уједињених нација и Интерпарламентарне уније, 27. новембар 2006.[24]
- Извештај генералног секретара Уједињених нација: Сарадња између Уједињених нација и регионалних и других организација, 16. август 2006.[27]
- Резолуција Генералне скупштине Уједињених нација: Сарадња између Уједињених нација и Интерпарламентарне уније, 8. новембар 2004.[22]
- Извештај генералног секретара Уједињених нација: Сарадња између Уједињених нација и Интерпарламентарне уније (видети Део 5 Анекса), 1. септембар 2004.[28]
- Резолуција коју је усвојила Генерална скупштина: Сарадња између Уједињених нација и Интерпарламентарне уније, 21. новембар 2002.[29]
- Резолуција коју је усвојила Генерална скупштина: Статус посматрача за Интерпарламентарну унију у Генералној скупштини, 19. новембар 2002.[30]
- Извештај генералног секретара Уједињених нација: Сарадња између Уједињених нација и Интерпарламентарне уније, 3. септембар 2002.[31]
- Споразум о сарадњи између Уједињених нација и Интерпарламентарне уније из 1996. године.[32]

## Реферфенце
1. ↑  „President”. Inter-Parliamentary Union. Приступљено 30. 11. 2021.
2. ↑  „Secretary General”. Inter-Parliamentary Union. Приступљено 30. 11. 2021.
3. ↑  „Members”. Inter-Parliamentary Union (на језику: енглески). 2016-05-13. Приступљено 2017-12-07.
4. ↑  „Матвиенко избрана председателем ассамблеи Межпарламентского союза”. ТАСС (на језику: руски). Приступљено 2017-10-17.
5. ↑  United Nations General Assembly  Session 50  Document  561.  A/50/561  page 2.  Retrieved 2007-09-10.
6. ↑  United Nations General Assembly  Session 50  Resolution  15.  A/RES/50/15  22 November 1995.  Retrieved 2007-09-10.
7. ↑  United Nations General Assembly  Session 51  Document  402.  A/51/402  25 September 1995.  Retrieved 2007-09-10.
8. ↑  United Nations General Assembly  Session 51  Resolution  7.  A/RES/51/7  7 November 1996.  Retrieved 2007-09-10.
9. ↑  United Nations General Assembly  Session 52  Document  456.  A/52/456  13 October 1997.  Retrieved 2007-09-10.
10. ↑  United Nations General Assembly  Session 52  Resolution  7.  A/RES/52/7  6 November 1997.  Retrieved 2007-09-10.
11. ↑  United Nations General Assembly  Session 53  Document  458.  A/53/458  5 October 1998.  Retrieved 2007-09-10.
12. ↑  United Nations General Assembly  Session 53  Verbatim Report  46.  A/53/PV.46  28 October 1998.  Retrieved 2007-09-10.
13. ↑  United Nations General Assembly  Session 53  Resolution  13.  A/RES/53/13  Retrieved 2007-09-10.
14. ↑  United Nations General Assembly  Session 54  Document  379.  A/54/379  21 September 1999.  Retrieved 2007-09-10.
15. ↑  United Nations General Assembly  Session 54  Verbatim Report  41.  A/54/PV.41  27 October 1999.  Retrieved 2007-09-10.
16. ↑  United Nations General Assembly  Session 54  Verbotim Report  41.  A/54/PV.41  page 20.  The President  27 October 1999 at 15:00.  Retrieved 2007-09-10.
17. ↑  United Nations General Assembly  Session 54  Resolution  12.  A/RES/54/12  18 November 1999.  Retrieved 2007-09-10.
18. ↑  United Nations General Assembly  Session 55  Document  409.  A/55/409  18 October 2000.  Retrieved 2007-09-10.
19. ↑  United Nations General Assembly  Session 55  Verbatim Report  55.  A/55/PV.55  8 November 2000.  Retrieved 2007-09-10.
20. ↑  United Nations General Assembly  Session 55  Resolution  19.  A/RES/55/19  Retrieved 2007-09-10.
21. ↑  United Nations General Assembly  Session 57  Resolution  32.  A/RES/57/32  Retrieved 2007-09-10.
22. 1 2  Resolution adopted by the General Assembly, 17 December 2004
23. ↑  Bridging the democracy gap in international relations: A stronger role for parliaments UNO Second World Conference of Speakers of Parliaments, New York, 7 to 9 September 2005
24. 1 2  Resolution 61/6: Cooperation between the United Nations and the Inter-Parliamentary Union, 27 November 2006, at IPU official website
25. ↑  Cooperation with the UN: hearings at IPU official website
26. ↑  „Press Releases”. www.hellenicparliament.gr. Приступљено 2015-10-01.
27. ↑  Etpu
28. ↑  Microsoft Word – 0447505e.doc
29. ↑  Microsoft Word – UND_GEN_N0254074_DOCU_N
30. ↑  Resolution 57/32. Observer status for the Inter-Parliamentary Union in the General Assembly 19 November 2002
31. ↑  Cooperation between the United Nations and the Inter-Parliamentary Union: Report of the Secretary-General—Summary at IPU official website, 3 September 2002
32. ↑  Cooperation between the United Nations and the Inter-Parliamentary Union: Report of the Secretary-General Full item, 25 September 1996, at UNO official website. Accessed 24 February 2014